# Bjeloši
Bjeloši är en ort i Montenegro. Den ligger i den sydvästra delen av landet, 30 km väster om huvudstaden Podgorica. Bjeloši ligger 878 meter över havet och antalet invånare är 151.
Terrängen runt Bjeloši är kuperad åt nordost, men åt sydväst är den bergig. Runt Bjeloši är det ganska glesbefolkat, med 48 invånare per kvadratkilometer. Närmaste större samhälle är Cetinje, 2,3 km nordost om Bjeloši. Omgivningarna runt Bjeloši är en mosaik av jordbruksmark och naturlig växtlighet.